# Phaedon prasinellus
Phaedon prasinellus är en skalbaggsart som först beskrevs av J. L. Leconte 1861.  Phaedon prasinellus ingår i släktet Phaedon och familjen bladbaggar. Inga underarter finns listade i Catalogue of Life.